# Homoeomma toriyamai
Espèce
Homoeomma toriyamai est une espèce d'araignées mygalomorphes de la famille des Theraphosidae.

## Distribution
Cette espèce est endémique de la région métropolitaine de Santiago au Chili,. Elle se rencontre dans les provinces de Cordillera et de Santiago.

## Description
Le mâle holotype mesure 11,2 mm et la femelle paratype 19,1 mm.

## Systématique et taxinomie
Cette espèce a été décrite par Montenegro et Aguilera en 2024.

## Étymologie
Cette espèce est nommée en l'honneur du mangaka Akira Toriyama. 

## Publication originale
- Montenegro & Aguilera, 2024 : « Revisión taxonómica del género Homoeomma Ausserer, 1871 (Araneae; Theraphosidae) en Chile, con descripción de cuatro nuevas especies. » Revista Ibérica de Aracnología, vol. 44, p. 85-96.